# Stanton (hrabstwo Dunn)
Stanton – miasto w Stanach Zjednoczonych, w stanie Wisconsin, w hrabstwie Dunn.